# بلاك بيري بولد 9700
بلاك بيري بولد 9700 (بالإنجليزية: BlackBerry Bold 9700)‏ هو هاتف ذكي من بلاك بيري يعمل بنظام بلاك بيري.

## الخصائص
- نظام التشغيل: بلاك بيري
- الكاميرا الخلفية: 3 ميجابكسل
- الوزن: 122 غ (4.3 أونصة)